# François Fillon
François Charles Armand Fillon (ejtsd: franszoá fijjon, Le Mans, 1954. március 4. – ) francia jogász,  mérsékelt konzervatív politikus, 2007. május 17. és 2012. május 10. között miniszterelnök Nicolas Sarkozy államfő alatt.
A Republikánus Párt (a legnagyobb francia középjobb párt, korábban Unió egy Népi Mozgalomért) jelöltje volt a 2017-es franciaországi elnökválasztáson, amin nem jutott a második fordulóba.

## Élete

### Tanulmányai, pályakezdése
Az északnyugati Sarthe megyében született. Apja közjegyző, anyja, Anne Soulet Fillon ünnepelt baszk származású történész. Öccse, Dominique zonogrista és dzsesszzenész.
Fillon 1972-ben szerzett érettségit (baccalauréat). Le Mans-ban, a Maine Egyetemen szerzett master fokozatot közjogból 1976-ban. Ezután Párizsban MAS (master of Advanced Studies) fokozatot szerzett a Párizsi Descartes Egyetemen.

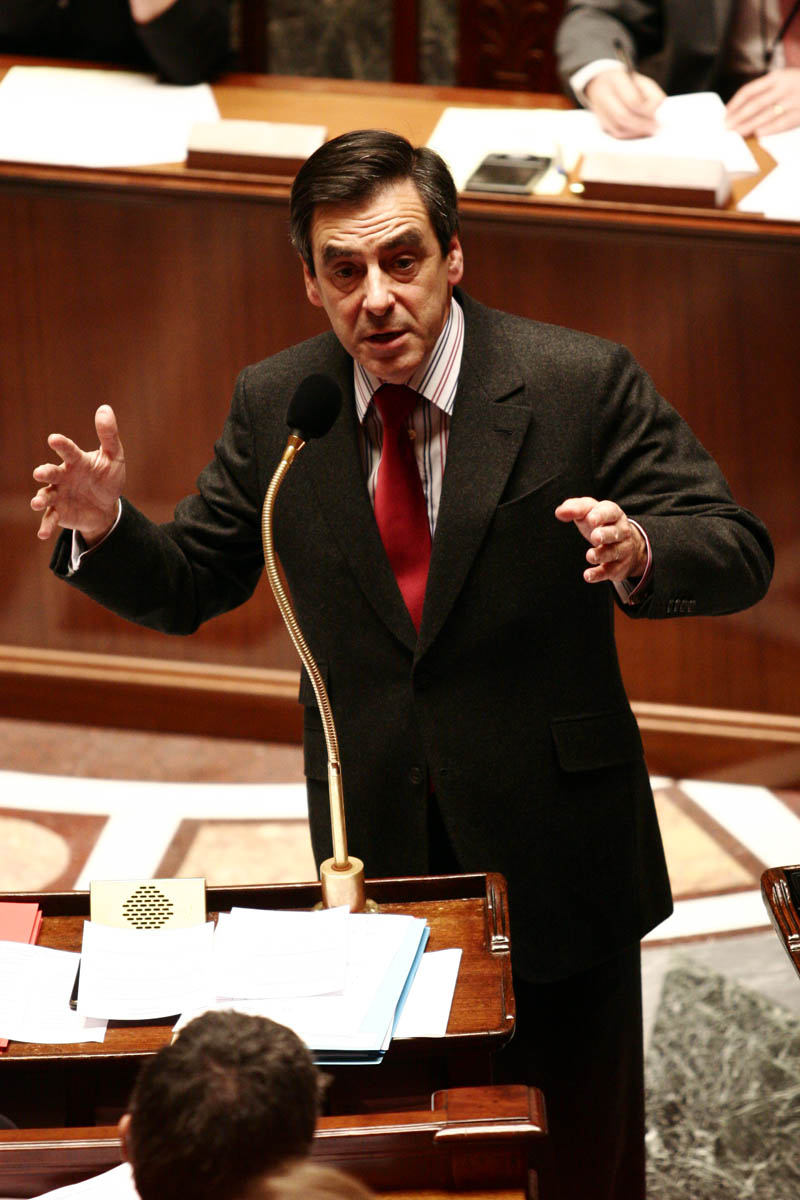
François Fillon a Nemzetgyűlésben beszél 2007-ben

Politikai pályafutása is Sartheból indult, amikor 1981–ben, 27 évesen képviselővé választották. Eredetileg az AFP francia hírügynökségnél újságírónak készült, ám a politika közbeszólt. Angolellenes apja szigorú gaulle-ista szellemben nevelte, ám ez nem akadályozta meg abban, hogy nagyra értékelje a thatcheri, majd a blairi reformokat, amelyekről walesi felesége révén – akivel öt gyermekük van – közvetlen tapasztalatokat is szerezhetett.

### Politikai pályafutása
1983 és 2001 között Sablé-sur-Sarthe polgármestere volt.
Jean-Pierre Raffarin kormányában (2002–2005) a szociális ügyekért felelős (2002. május és 2004. március között), majd oktatási miniszter (2004 márciusától 2005 júniusáig) volt. Miután 2002-ben munkaügyi miniszter lett, vitatott reformokat vállalt fel, fellazítva a korábban bevezetett 35 órás munkahét szabályt, illetve a nyugdíjazás rendszerével kapcsolatban. 2004-ben oktatási miniszterként ő javasolta a róla elnevezett oktatási reformot (Fillon-törvényt). Közoktatási reformja azonban a diákszervezetek ellenállásába ütközött, az érettségi rendszer módosítása kapcsán meghátrálásra kényszerült. A franciák 2005. május 29-én népszavazáson utasították el az európai alkotmányos szerződést, melynek következményeképp Jacques Chirac államfő átszervezte a kormányt és teljesen félreállította Fillont, aki nyíltan szakított államfővel, és mindenféle tisztség betöltése nélkül Sarkozy után az UMP második legbefolyásosabb politikusává lépett elő.
Sarkozy köztársasági elnökként 2007. május 17-én kinevezte Franciaország kormányfőjének Fillont, Dominique de Villepint váltva. Az általa vezetett 15 fős kabinetbe hét női miniszter került. Sarkozy 2012-es elnökválasztási veresége után, 2012. május 10-én lemondott. Utódja, François Hollande államfő elnöki beiktatása után, 2012. május 15-én Jean-Marc Ayrault-t nevezte ki miniszterelnökké.
Fillon 2016-ban elindult a Republikánus Párt elnöki előválasztásán, és az első fordulóban első helyen végzett. A második fordulót Fillon nyerte meg, ezzel ő lett a 2017-es franciaországi elnökválasztás egyik jelöltje.
Pártja 2016-os köztársasági elnök jelölti előválasztásain konzervatív platformon indult és úgy tűnt, nincs esélye a győzelemre. A választás előtt egy héttel még a harmadik helyre tippelték a szavazás első fordulójában, de első lett és egy héttel később legyőzte Alain Juppét a második fordulóban. Győzelme az elnöki posztért folyó verseny egyik fő esélyesévé tette Marine Le Pen (Nemzeti Front) és Emmanuel Macron (REM) mellett.
2017 márciusában Fillon lett az első a nagy francia pártok elnökjelöltjei közül, aki hűtlen kezelési eljárás célpontja lett (Penelopegate). Azzal vádolták, hogy "közpénzből euró százezreket fizetett ki a feleségének és a gyerekeinek kevés, vagy semmi munkára". Ennek ellenére Fillon, tagadva a vádakat, úgy döntött, hogy nem lép vissza. Az áprilisi közvéleménykutatások azt mutatták, hogy a harmadik helyen áll és nincs esélye a második választási fordulóra, ahová ha bejutna, megverné Le Pent, de alulmaradna Macronnal szemben.
Az április 23-án tartott elnökválasztáson az előzetes eredmények szerint a szavazatok 19,9 százalékát szerezte és ezzel a harmadik helyen végezve a 21,4%-ot gyűjtő szélsőjobboldali jelölt Le Pen mögött nem jutott a második fordulóba. Még a választás éjszakáján az első helyen végzett Macron támogatására szólította fel szavazóit, és másnap lemondott párttisztségeiről.

### Később
A sikertelen elnökválasztás után visszavonult a politikai életből, és a pénzügyi világban helyezkedett el. 
Az ún. Fillon-ügyben 2020 júniusában fiktív foglalkoztatás miatt sikkasztásért 5 év börtönre ítélték, ebből 3 év felfüggesztve, feleségét bűnrészesként 3 év börtönre felfüggesztve, továbbá pénzbüntetést is kapott és a közügyektől 10 évre eltiltották. 1958 óta ő lett a legmagasabb tisztséget betöltő politikus, akit tényleges börtönbüntetésre ítéltek.
2021 júliusában az orosz állami Zarubezsnyefty olajcég igazgatóságának tagja lett.

## Családja
Felesége 1980 óta a walesi Penelope Kathryn Clarke. 5 gyermekük van.

## Kapcsolódó szócikk
- Franciaország miniszterelnökeinek listája